# Csurgovich Sándor
Csurgovich Sándor (Újkemence, 1800 körül – Budapest, 1880. július 18.) orvos, dékán.

## Élete
Ungvári származású, 1834–1835-ben a pesti egyetemen orvoskari dékán volt. 1876 októberében felavattatásának 50 éves évfordulója alkalmával az egyetem küldöttségileg díszoklevéllel tisztelte meg.

## Munkái
Societas conjugalis a parte sanitatis considerata. Dissertatio politicomedica. Pestini, 1826.